# Rind
Na mitologia nórdica, Rind (ou Rindr, Rinda) é uma personagem descrita como uma giganta, uma deusa ou uma princesa humana do leste (nalgum lugar onde atualmente é a Rússia). Com Odin ela tem o filho Vali.
A maior fonte dela é o livro III do Feitos dos Danos, escrito por Saxão Gramático por volta do começo do século XIII. Ela é a filha do rei dos rutenianos. Após a morte de Balder por seu irmão Hoder, Odin consulta uma vidente sobre como se vingar. Sob sugestão, ele se dirige aos rutenos sob disfarce dum guerreiro chamado Roster, onde foi Rind o negou por duas vezes. Ele então se disfarça de curandeira. Quando Rind adoece, a "curandeira" diz que a curará com um remédio que causaria uma reação violenta. Sob sugestão de Odin, o rei amarra sua filha na cama, e Odin a estupra. Da relação nasce Vali, que mais tarde vingaria Balder.